# Lista de navios lançados em janeiro de 1942
A seguir está uma lista como os navios lançados ao mar no mês de janeiro de 1942.
| Data          | Navio                | País           | Construtor                              | Localização | Classe                  | Notas |
| ------------- | -------------------- | -------------- | --------------------------------------- | ----------- | ----------------------- | ----- |
| 6 de janeiro  | MV Empire Bede       | Reino Unido    | Harland and Wolff                       | Glasgow     | Navio cargueiro         |       |
| 6 de janeiro  | U-119                | Alemanha       | F. Krupp Germaniawerft AG               | Kiel        | Tipo XB                 |       |
| 8 de janeiro  | U-611                | Alemanha       | Blohm + Voss                            | Hamburgo    | Tipo VIIC               |       |
| 9 de janeiro  | U-183                | Alemanha       | AG Weser                                | Bremen      | Tio IXC/40              |       |
| 9 de janeiro  | U-612                | Alemanha       | Blohm + Voss                            | Hamburgo    | Tipo VIIC               |       |
| 10 de janeiro | U-92                 | Alemanha       | Flender Werke AG                        | Lübeck      | Tipo VIIC               |       |
| 10 de janeiro | U-354                | Alemanha       | Flensburger Schiffsbau-Ges              | Flensburg   | Tipo VIIC               |       |
| 13 de janeiro | Empire Spruce        | Reino Unido    | Richard Dunston Ltd                     | Thorne      | Rebocador               |       |
| 14 de janeiro | U-381                | Alemanha       | Howaldtswerke AG                        | Kiel        | Tipo VIIC               |       |
| 15 de janeiro | U-211                | Alemanha       | F. Krupp Germaniawerft AG               | Kiel        | Tipo VIIC               |       |
| 15 de janeiro | U-413                | Alemanha       | Danziger Werft AG                       | Danzigue    | Tipo VIIC               |       |
| 15 de janeiro | USS Bogue (CVE-9)    | Estados Unidos | Seattle-Tacoma Shipbuilding Corporation | Seattle     | Bogue                   |       |
| 15 de janeiro | Wallsend             | Reino Unido    | Clelands Shipbuilding Company           | Wallsend    | Navio mercante costeiro |       |
| 15 de janeiro | Empire Jill          | Reino Unido    | S P Austin & Sons Ltd                   | Sunderland  | costeiro                |       |
| 17 de janeiro | Echuca               | Austrália      |                                         |             | Bathurst                |       |
| 17 de janeiro | Empire Barrie        | Reino Unido    | J.L. Thompson and Sons                  | Sunderland  | Navio cargueiro         |       |
| 17 de janeiro | U-442                | Alemanha       | F Schichau GmbH                         | Danzigue    | Tipo VIIC               |       |
| 19 de janeiro | Empire Goblin        | Reino Unido    | Cochrane & Sons Ltd                     | Selby       | Rebocador               |       |
| 20 de janeiro | Empire Palm          | Reino Unido    | Scott & Sons                            | Bowling     | Rebocador               |       |
| 22 de janeiro | U-662                | Alemanha       | Howaldtswerke Hamburg AG                | Hamburgo    | Tipo VIIC               |       |
| 24 de janeiro | HMAS Armidale (J240) | Austrália      |                                         |             | Bathurst                |       |
| 24 de janeiro | HMAS Gympie          | Austrália      |                                         |             | Bathurst                |       |
| 29 de janeiro | U-613                | Alemanha       | Blohm + Voss                            | Hamburgo    | Tipo VIIC               |       |
| 29 de janeiro | U-614                | Alemanha       | Blohm + Voss                            | Hamburgo    | Tipo VIIC               |       |
| 31 de janeiro | HMAS Quiberon        | Austrália      |                                         |             | Q                       |       |
| 31 de janeiro | Empire Punch         | Reino Unido    | Richards Ironworks Ltd                  | Lowestoft   | navio costeiro          |       |
| 31 de janeiro | U-443                | Alemanha       | F Schichau GmbH                         | Danzigue    | Tipo VIIC               |       |